# جاش سلبی

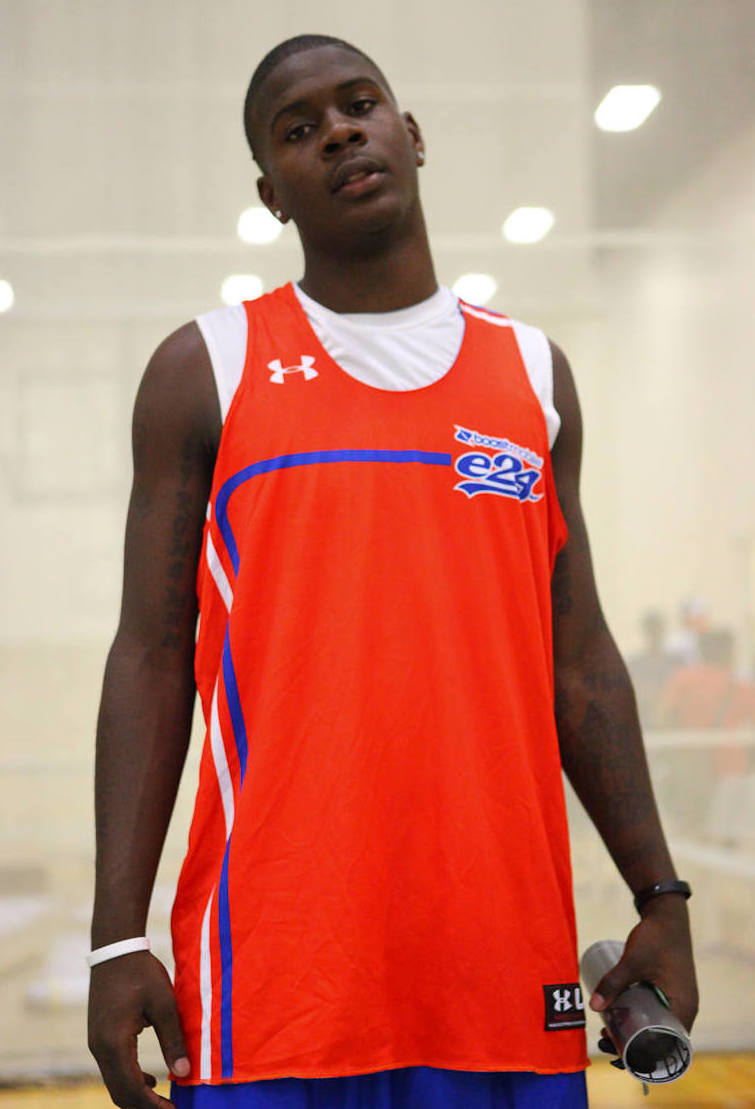
جاشوا کورنل سلبی، بسکتبالیست آمریکایی - ۲۰۱۰

جاشوا کورنل سلبی  (زاده ۲۷ مارس ۱۹۹۱) بسکتبالیست حرفه‌ای اهل آمریکا است. در ۲۸ آگوست ۲۰۲۱، او با پینو ژوایگزدس پاسوالیس از لیگ بسکتبال لیتوانی قرارداد امضا کرد.